# 체시스시

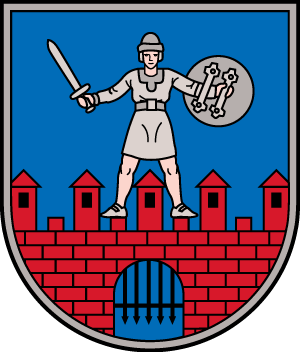
시 문장

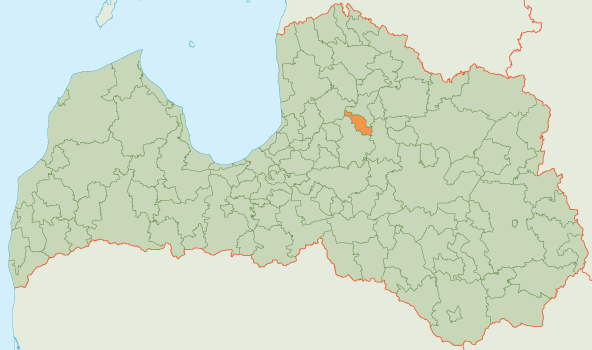
체시스 시의 위치

체시스시(라트비아어: Cēsu novads)는 라트비아의 지방 자치체로 행정 중심지는 체시스이며 면적은 171.7km2, 인구는 19,977명(2009년 기준), 인구 밀도는 120명/km2이다. 1개 도시, 1개 교구를 관할한다.